# Jiangxi Lushan FC
Der Jiangxi Lushan Football Club (chinesisch 江西庐山足球俱乐部) ist ein chinesischer Fußballverein aus Nanchang (chinesisch 南昌市). Der Verein spielt in der zweiten Liga des Landes, der China League One.

## Namenshistorie
| Von  | Bis   | Name                                     |
| ---- | ----- | ---------------------------------------- |
| 2002 | 2012  | Jiujiang Liansheng (chinesisch 九江联盛) |
| 2012 | 2020  | Jiangxi Liansheng (chinesisch 江西联盛)  |
| 2021 | 2022  | Jiangxi Beidamen (chinesisch 江西北大门) |
| 2023 | heute | Jiangxi Lushan (chinesisch 江西庐山)     |

## Stadion
Der Verein trägt seine Heimspiele im Jiujiang Stadium in Jiujiang (chinesisch 九江市), Provinz Jiangxi (chinesisch 江西), aus. Das Stadion hat ein Fassungsvermögen von 31.000 Personen.

## Saisonplatzierung
| Saison                           | Liga                         | Level                        | Platz                        |
| Jiangxi Liansheng (江西联盛)     | Jiangxi Liansheng (江西联盛) | Jiangxi Liansheng (江西联盛) | Jiangxi Liansheng (江西联盛) |
| -------------------------------- | ---------------------------- | ---------------------------- | ---------------------------- |
| 2019                             | China League Two             | 3                            | 6. ▲                         |
| 2020                             | China League One             | 2                            | 6. (Group B)                 |
| Jiangxi Beidamen FC (江西北大门) |                              |                              |                              |
| 2021                             | China League One             | 2                            | 14.                          |
| 2022                             | China League One             | 2                            | 14.                          |
| 2023                             | China League One             | 2                            | 16. ▼                        |
| 2024                             | China League Two             | 3                            |                              |

## Spieler
Stand: 9. Februar 2022
| Nr. |                     | Position | Name          |
| --- | ------------------- | -------- | ------------- |
| 1   | China Volksrepublik | TW       | Peng Hao      |
| 2   | China Volksrepublik | MF       | Li Qinghao    |
| 3   | China Volksrepublik | MF       | Zhang Yanjun  |
| 4   | China Volksrepublik | AB       | Zhao Yibo     |
| 6   | China Volksrepublik | AB       | Zhang Kaiming |
| 7   | China Volksrepublik | MF       | Shang Yin     |
| 8   | China Volksrepublik | ST       | Zhang Ye      |
| 10  | Brasilien           | ST       | Éder Lima     |
| 11  | China Volksrepublik | MF       | Li Xiaoting   |
| 13  | China Volksrepublik | MF       | Zhang Gen     |
| 15  | China Volksrepublik | AB       | Zhou Yuye     |
| 16  | China Volksrepublik | AB       | Geng Zhiqing  |
| 17  | China Volksrepublik | TW       | Zhu Jiaqi     |
| 18  | China Volksrepublik | ST       | Wei Jingxing  |
| 19  | China Volksrepublik | AB       | Xu Chen       |

| Nr. |                     | Position | Name          |
| --- | ------------------- | -------- | ------------- |
| 20  | China Volksrepublik | MF       | Wang Bojun    |
| 21  | China Volksrepublik | ST       | Liu Wenjie    |
| 23  | Hongkong            | AB       | Andy Russell  |
| 24  | China Volksrepublik | MF       | Gao Ming      |
| 25  | China Volksrepublik | MF       | Yang Siping   |
| 26  | China Volksrepublik | AB       | Liu Yuchen    |
| 27  | China Volksrepublik | MF       | Sun Dong      |
| 28  | China Volksrepublik | ST       | Zhou Xuezhong |
| 29  | China Volksrepublik | MF       | Yan Ge        |
| 31  | China Volksrepublik | MF       | Wu Minfeng    |
| 33  | China Volksrepublik | ST       | Kang Zhenjie  |
| 36  | China Volksrepublik | TW       | Ye Ruiheng    |
| 37  | China Volksrepublik | MF       | Yuan Mingcan  |
| 39  | China Volksrepublik | MF       | Tang Qirun    |
|     | Brasilien           | ST       | Magno Cruz    |

## Trainerchronik
Stand: 10. November 2023
| Trainer       | Nation              | von               | bis               |
| ------------- | ------------------- | ----------------- | ----------------- |
| Li Xiao       | Volksrepublik China | 31. Oktober 2012  | 7. März 2015      |
| Huang Yan     | Volksrepublik China | 7. März 2015      | 8. Juli 2015      |
| Sun Wei       | Volksrepublik China | 8. Juli 2015      | 31. Dezember 2015 |
| Song Lihui    | Volksrepublik China | 1. Januar 2016    | 2. Dezember 2016  |
| Fan Yuhong    | Volksrepublik China | 27. Dezember 2016 | 3. August 2017    |
| Kazimir Vulic | Kroatien            | 3. August 2017    | 14. Dezember 2018 |
| Huang Yong    | Volksrepublik China | 15. Dezember 2018 | 22. Mai 2022      |
| Bene Lima     | Brasilien           | 23. Mai 2022      | 20. November 2022 |
| Liu Pingyu    | Volksrepublik China | 20. November 2022 | 24. Mai 2023      |
| Bene Lima     | Brasilien           | 24. Mai 2023      | 23. August 2023   |
| Yu Ming       | Volksrepublik China | 23. August 2023   |                   |